# Обратная сторона ноги
«Обратная сторона ноги» — одиннадцатый альбом русской рок-группы «Ногу свело!». Альбом вышел 17 декабря 2011 года. «Обратная сторона ноги» отличается от других альбомов «Ногу свело!» своей необычностью звучания, в альбоме стало больше электронной музыки, однако в некоторых песнях («Сибирская любовь», «Идем на восток!») присутствует кларнет, клавишные (Александр Волков) и совершенно отсутствует электронная музыка.
«Мы сами не ожидали, что работа нас так захватит, — признается Максим Покровский, — каждый новый этап увлекал нас всё дальше и дальше, открывая нечто новое в нашей собственной музыке, которую мы, казалось, знали, как свои пять пальцев. Нам с трудом удалось остановиться. Это был не процесс улучшения, это был переход в новое качество. Иногда даже казалось, что это не мы, а какой-то другой ансамбль, и какая-то другая музыка».
Релиз напоминает названием известнейший музыкальный альбом группы Pink Floyd — The Dark Side of the Moon («Обратная сторона Луны»).

## Список композиций
1. Сибирская любовь
2. Московский романс
3. Идём на восток!
4. Чёрная-рыжая
5. Семь планет
6. Лилипутская любовь
7. Бензин
8. Из Алма-Аты
9. Свинка-свинка
10. Хару Мамбуру
11. Язык огня
12. Четыре друга
13. В темноте
14. Кукла
15. Реки
16. Я — не последний герой
17. Наши юные смешные голоса

## Участники
- Максим Покровский: слова, музыка, вокал, выделенная бас-гитара, мастеринг, продюсер
- Александр Волков: клавишные, аранжировка духовых инструментов
- Игорь Лапухин: гитара
- Максим Лихачёв: тромбон
- Дмитрий Кричевский: ударные, перкуссия